# 내동역
나동역(Nadong station, 奈洞驛)은 경상남도 진양군(현 진주시) 내동면에 위치했던 과거 경전선의 역이었으며, 내동역으로 불리기도 한다.
1984년에 폐지된 이후 역사는 개인에게 매각되었다. 나동역 터에는 당시 심어진 나무들과 역 건물이 잘 보존되어 있었으며, 역 건물은 한동안 택시 회사 사무실로 쓰이다가 자동차 LPG 충전소로 사용되었다. 2012년 경전선 복선전철화로 선로에 열차가 다니지 않게 되었고, 2014년에는 역사마저 철거되었다.

## 연혁
- 1966년 12월 30일 : 역사 준공
- 1967년 2월 22일 : 보통역으로 영업 개시[1]
- 1977년 5월 1일 : 화물취급 중지[2]
- 1977년 5월 16일 : 여객 및 수소화물취급 중지[3]
- 1977년 9월 15일 : 신호장으로 격하[4]
- 1984년 3월 1일 : 폐지[5]
- 2012년 10월 23일 : 나동역을 지나는 선로 폐지
- 2014년 상반기 : 역사 철거